# En skandal i Paris
En skandal i Paris (engelska: A Scandal in Paris) är en amerikansk biografisk film från 1946 i regi av Douglas Sirk. Filmen är löst baserad på Eugène François Vidocqs liv, en brottsling som omvändes och istället blev polis i Napoleons Frankrike. I huvudrollerna ses George Sanders, Signe Hasso och Carole Landis.

## Rollista i urval
- George Sanders – Eugène François Vidocq
- Signe Hasso – Therese De Pierremont
- Carole Landis – Loretta
- Akim Tamiroff – Emile Vernet
- Gene Lockhart – Polischef Richet
- Alma Kruger – Markisinnan De Pierremont
- Alan Napier – Houdon De Pierremont
- Jo Ann Marlowe – Mimi De Pierremont
- Vladimir Sokoloff – farbror Hugo
- Pedro de Cordoba – präst
- Leona Maricle – ägare till damekipering
- Fritz Leiber – målare
- Skelton Knaggs – kusin Pierre
- Fred Nurney – kusin Gabriel
- Gisela Werbisek – tant Ernestine
- Marvin Davis – Little Louis